# Agave moranii
Agave moranii är en sparrisväxtart som beskrevs av Howard Scott Gentry. Agave moranii ingår i släktet Agave och familjen sparrisväxter. Inga underarter finns listade i Catalogue of Life.